# شهر تاریک (فیلم ۱۹۹۸)
شهر تاریک (به انگلیسی: Dark City) فیلمی آمریکایی در سبک علمی–تخیلی و نئو نوآر به کارگردانی الکس پرویاس محصول سال ۱۹۹۸ است. فیلم‌نامه این فیلم را پرویاس، لم دابس و دیوید اس. گویر نوشتند. این فیلم اکنون به‌طور گسترده‌ای یک فیلم کالت علمی–تخیلی در نظر گرفته می‌شود.

## خلاصه داستان
در فیلم شهر تاریک، مردی به نام جان مرداک با فراموشی در یک هتل بیدار می‌شود و درمی‌یابد که گروهی مرموز به‌دنبال او هستند. در حالی که می‌کوشد هویتش را بازیابد، متوجه می‌شود که شهری که در آن زندگی می‌کند، شبِ دائمی دارد و مردم آن تحت کنترل نیروهایی ناپیدا هستند. با پیشرفت داستان، او به رازهای عجیبی درباره واقعیت، حافظه و ماهیت انسان پی می‌برد.

## مشروح داستان
«جان مرداک» در وان حمام یک هتل از خواب بیدار می‌شود، در حالی که دچار فراموشی شده است. او تماس تلفنی‌ای از دکتر «دنیل شرِبر» دریافت می‌کند که به او هشدار می‌دهد فوراً از هتل فرار کند، چون گروهی از مردان در تعقیبش هستند. جان در اتاق، جسد زنی را می‌یابد که به‌شیوه‌ای آیینی به قتل رسیده و کنار او چاقویی خون‌آلود قرار دارد. او درست پیش از آن‌که مردان مرموز با چهره‌های رنگ‌پریده و بارانی‌های بلند، که به آن‌ها «بیگانگان» می‌گویند، از راه برسند، از آن‌جا می‌گریزد.
بازرس پلیس «فرانک بامستد» که در حال تحقیق دربارهٔ قتل چند روسپی است، مرداک را به‌عنوان مظنون شناسایی می‌کند. مرداک با دنبال‌کردن سرنخ‌ها نام خود را درمی‌یابد و کشف می‌کند که همسری به نام «اِما» دارد. هنگامی که بیگانگان او را محاصره می‌کنند، مرداک به‌طور غریزی توانایی دگرگون‌سازی واقعیت (که بیگانگان نیز آن را دارند و «تنظیم» یا tuning می‌نامند) از خود نشان می‌دهد و برای فرار راهی می‌سازد.
او در خیابان‌های شهری پرسه می‌زند که همیشه شب است و هیچ‌کس متوجه این موضوع نیست. وقتی ساعت به دوازده می‌رسد، مرداک می‌بیند که همه مردم به خواب می‌روند و بیگانگان با استفاده از قدرت «تنظیم»، معماری شهر را فیزیکی تغییر می‌دهند. سپس با کمک شرِبر، حافظه‌های جدیدی را از طریق تزریق به مردم القا می‌کنند. مرداک درمی‌یابد که اهل شهر ساحلی‌ای به نام «شل بیچ» است که همه آن را می‌شناسند، اما هیچ‌کس راهی برای رسیدن به آن به یاد ندارد و تلاش‌های مرداک برای یافتن آن ناکام می‌ماند. بیگانگان نسخه‌ای از حافظه‌ای را که به مرداک داده بودند به یکی از اعضایشان، «آقای هند»، تزریق می‌کنند تا حرکات مرداک را پیش‌بینی و او را پیدا کنند.
بازرس بامستد مرداک را دستگیر می‌کند، اما خود نیز به بی‌قاعدگی‌های شهر مشکوک است و باور دارد مرداک بی‌گناه است. آن دو با شرِبر روبه‌رو می‌شوند که دربارهٔ ماهیت بیگانگان توضیح می‌دهد: آن‌ها فرازمینی‌هایی هستند که در جسدهای انسانی سکونت دارند و یک ذهن گروهی را به اشتراک می‌گذارند. هدف آن‌ها از آزمایش روی انسان‌ها، درک فردیت است، به امید آن‌که چیزی کشف کنند که موجب بقای نژادشان شود. شرِبر فاش می‌کند که مرداک یک استثنا بوده که پیش از تزریق هویت جدیدش به‌عنوان قاتل، بیدار شده است.
مرداک و بامستد همراه با شرِبر تلاش می‌کنند به شل بیچ برسند، اما در نهایت تنها به پوستر این شهر روی دیواری در لبهٔ شهر می‌رسند. در حالی که سرخورده شده‌اند، دیوار را می‌شکنند و درمی‌یابند که بیرون شهر فضای بی‌انتهاست. در همین زمان، گروهی از بیگانگان از جمله آقای هند، با اِما به‌عنوان گروگان می‌رسند. در درگیری پیش‌آمده، بامستد و یکی از بیگانگان از شکاف دیوار به فضا پرتاب می‌شوند. در این لحظه معلوم می‌شود که شهر، زیستگاهی فضایی است که در دل میدان نیرویی در اعماق فضا شناور است.
بیگانگان مرداک را به مقر خود در زیر شهر می‌برند و شرِبر را وادار می‌کنند که حافظهٔ جمعی آن‌ها را به مرداک تزریق کند، چون باور دارند او نتیجهٔ نهایی آزمایش‌هایشان است. اما شرِبر برخلاف دستورشان، به او خاطراتی تزریق می‌کند که شامل دهه‌ها آموزش دربارهٔ ماهیت بیگانگان، ماشین‌هایشان و قدرت «تنظیم» است. مرداک با قدرتی کامل بیدار می‌شود، خود را آزاد می‌کند و در نبردی ذهنی در ارتفاعات شهر، رهبر بیگانگان «آقای بوک» را شکست می‌دهد.
پس از آن‌که شرِبر به مرداک می‌گوید اِما حافظه‌اش را از دست داده و بازگرداندنش ممکن نیست، مرداک با بهره‌گیری از ماشین‌های بیگانگان، نسخه‌ای واقعی از «شل بیچ» را در دل این زیستگاه فضایی می‌آفریند. در مسیر بازگشت، با آقای هند که در حال مرگ است برخورد می‌کند و به او می‌گوید که بیگانگان در جای اشتباهی دنبال درک انسان‌ها گشته‌اند: ذهن. او سپس زیستگاه را به‌سوی ستاره‌ای که از آن دور شده بود می‌چرخاند، و شهر برای نخستین بار نور خورشید را تجربه می‌کند.
مرداک در را به‌سوی بیرون شهر می‌گشاید و طلوع آفتاب را تماشا می‌کند. در اسکلهٔ پیش‌روی او، زنی ایستاده که زمانی او را به نام اِما می‌شناخت، اما اکنون با خاطره‌ها و هویتی تازه، «آنا» نام دارد. مرداک خود را دوباره معرفی می‌کند و آن دو با هم به‌سوی شل بیچ قدم می‌زنند، تا رابطه‌ای نو را آغاز کنند.